# Ida (dochter van Ida van Verdun)
Ida was de dochter van Eustaas II van Boulogne en Ida van Verdun en dus de zuster van Eustaas III van Boulogne, Godfried van Bouillon en Boudewijn I van Jeruzalem.

## Biografie
Het bestaan van deze dochter werd door historici lang betwist, maar Coldeweij bewees het tegendeel in zijn studie over de heren van Cuijk. Het is zeker dat Godfried van Bouillon een zuster had die ca. 1080 getrouwd was met Cono van Montaigu (†1106). Voor de graaf van Montaigu was het zijn tweede huwelijk, want hij was voordien gehuwd geweest met Ida, dochter van de heer van Voeren. Volgens Coldeweij was deze Ida ca. 1070 al getrouwd geweest met Herman van Malsen, graaf in Teisterbant en stamvader van de familie van Cuyck.
Herman van Malsen en Ida hadden drie kinderen:
- Hendrik I van Cuyck
- Andreas, bisschop van Utrecht
- Godfried, elect-aartsbisschop van Keulen

Uit haar huwelijk met Cono van Montaigu zijn geen kinderen bekend.

## Belangrijkste bronnen en literatuur
- Den Haag, Archief Hoge Raad van Adel, Collectie Van Spaen, hs. Van Spaen, genealogie van Cuyck.
- B.J.P. VAN BAVEL, Goederenverwerving en goederenbeheer van de abdij Mariënweerd (1129-1592), Hilversum (Verloren), 1993.
- E. BRANDENBURG, Die Nachkommen Karls des Großen, Frankfurt am Main, 1964.
- J.A. COLDEWEIJ, De Heren van Kuyc 1096-1400, Dissertatie Leiden 1982, Bijdragen tot de geschiedenis van het zuiden van Nederland L; Tilburg: Stichting Zuidelijk Historisch Contact, 1982.
- J.J.F. WAP, Geschiedenis van het Land en der Heeren van Cuyk, Utrecht, 1858.
- Foundation for Medieval Genealogy: Heren van Cuyk en Malsen